# Molycria mammosa
Espèce
Synonymes
- Mutusca mammosa O. Pickard-Cambridge, 1874

Molycria mammosa est une espèce d'araignées aranéomorphes de la famille des Gnaphosidae.

## Distribution
Cette espèce est endémique d'Australie. Elle se rencontre dans l'Est de la Nouvelle-Galles du Sud et dans le Territoire de la capitale australienne.

## Description
Le mâle décrit par Platnick et Baehr en 2006 mesure 3,24 mm et la femelle 3,50 mm.

## Publication originale
- O. Pickard-Cambridge, 1874 : On some new genera and species of Araneidea. Annals and Magazine of Natural History, sér. 4, vol. 14, p. 169-183 (texte intégral).